# Llafranc
Llafranc ist ein Badeort an der mittleren Costa Brava und hat 311 Einwohner (INE, Stand 2011).

## Geografie
Neben Llafranc gehören auch die benachbarten Küstenorte Calella de Palafrugell und Tamariu zu einer Verwaltungsgemeinschaft (municipio), deren Zentrum die Stadt Palafrugell ist.
Der Ortskern von Llafranc liegt an einer 330 m langen und 40 m breiten Sandbucht, die von felsigen Steilküsten eingerahmt wird.

## Avinguda del Mar
Diese vierspurige, ca. 2,5 km lange Schnellstraße verbindet Llafranc und Calella de Palafrugell mit Palafrugell. Die Straße führt an einem Pinienwald und an Äckern vorbei. Jogger und Spaziergänger nutzen die Fußwege auf beiden Seiten. Im Frühjahr suchen Einheimische wilden Spargel im Pinienwald.

## Verkehr
Der Flughafen Girona ist 55 km von Llafranc entfernt und in einer Stunde mit dem Auto zu erreichen. Vom Flughafen Girona aus kann Llafranc mit dem Linienbus über Girona und Palafrugell erreicht werden.
Die nächstgelegene Bahnstation befindet sich in Girona.

## Tourismus
Von der Metropole Barcelona aus ist Llafranc nach 125 km in weniger als zwei Autostunden erreicht. So wurde Llafranc eines der beliebtesten Ferien- und Wochenendziele wohlhabender Barceloner. Villen, Häuser und Apartmentanlagen prägen das Ortsbild bis in die umgebenden Hügel hinauf. Hotels, Restaurants und Geschäfte befinden sich an der Uferpromenade und deren Verlängerung. Ein Campingplatz liegt etwas außerhalb des Ortes.
Ausländische Gäste kommen überwiegend aus Frankreich, England, den Niederlanden und Deutschland. Außerhalb der Hauptsaison von Mitte Juni bis Mitte September ist Llafranc in der Woche fast menschenleer. Nur an den Wochenenden und an Feiertagen kommen die Barceloner und einige Tagesgäste. In der Hauptsaison ist der Strand voll und es herrscht ein reges Treiben.
An den Felsküsten ist die Unterwasserfauna intakt. Drei Tauchbasen bieten ihre Dienste an. Der Tennisclub von Llafranc liegt etwas außerhalb und hat 19 Courts. Der Nautikclub von Llafranc gibt Segelkurse.
An der rechten Seite der Bucht führt eine lange Treppe auf die Steilküste und auf ihr ist in ca. 15 Minuten mit Blick auf das Mittelmeer die erste Bucht von Calella de Palafrugell erreichbar.
Der Wanderweg nach Tamariu beginnt am Hafen an der linken Seite der Bucht. Die 175 Höhenmeter zu dem Leuchtturm Far de Sant Sebastià überwindet er in ca. ½ Stunde überwiegend auf einer Straße. Vom Leuchtturm aus geht es weiter auf schmalem Pfad entlang der Steilküste und in ca. 1,5 Stunden ist Tamariu erreicht.